# Obština Vălčedrăm
Obština Vălčedrăm (bulharsky Община Вълчедръм) je bulharská jednotka územní samosprávy v Montanské oblasti. Leží na severozápadě Bulharska u Dunaje, u hranic s Rumunskem. Sídlem obštiny je město Vălčedrăm, kromě něj zahrnuje obština 10 vesnic. Žije zde necelých 9 tisíc stálých obyvatel.

## Sídla
| - Băzovec - Botevo - Černi Vrăch - Dolni Cibăr | - Gorni Cibăr - Ignatovo - Mokreš - Razgrad | - Septemvrijci - Vălčedrăm (sídlo správy) - Zlatija |

## Sousední obštiny
| Růžice kompasu | Lom      |                   |           | Růžice kompasu |
| Růžice kompasu | Jakimovo | Sever             | Kozloduj  | Růžice kompasu |
| Růžice kompasu | Jakimovo | Obština Vălčedrăm | Kozloduj  | Růžice kompasu |
| Růžice kompasu | Jakimovo | Jih               | Kozloduj  | Růžice kompasu |
| Růžice kompasu |          | Bojčinovci        | Chajredin | Růžice kompasu |

## Obyvatelstvo
V obštině žije 8 535 stálých obyvatel a včetně přechodně hlášených obyvatel 9 654. Podle sčítání 1. února 2011 bylo národnostní složení následující:
- Bulhaři: 7 628 (78.8 %)
- Romové: 1 954 (20.2 %)
- Turci: 24 (0.2 %)
- ostatní: 70 (0.7 %)